# In un giorno qualunque (Noemi)
In un giorno qualunque è il secondo singolo estratto dalla riedizione RossoNoemi - 2012 Edition; viene pubblicato il 18 maggio 2012 per la Sony Music. È il decimo singolo ufficiale della cantante italiana Noemi.

## Il brano
Il brano è stato scritto musica e parole da Marco Ciappelli, Stefano De Donato ed Alessandra Flora. La cantante ha annunciato che il brano sarebbe stato estratto come singolo il 3 maggio 2012 in un'intervista relativa alla tappa del RossoNoemi tour (seconda parte) di Brescia. Corrado Rustici cura la produzione e gli arrangiamenti del brano.
In un giorno qualunque è un brano in cui la fine di una storia lascia lo spazio all'ironia e alla voglia di ricominciare a vivere. La stessa cantante, lo ha definito un pezzo ironico sulle canzoni d'amore, molto accattivante.
La cantante ha affermato:
Il brano viene inserito nella compilation Radio Italia Hit Estate.

## Tracce
Download digitale
1. In un giorno qualunque – 3:45 (Marco Ciappelli e Alessandra Flora e Stefano De Donato)

## Video musicale
Il 25 maggio 2012 Repubblica Radio TV diffonde in anteprima il video di In un giorno qualunque, video di cui Noemi regista e sceneggiatrice. Il video ha una durata di 3 minuti e 45 secondi ed è stato reso disponibile per il download digitale a partire dal 28 maggio.
Il video, in un'alternanza tra sequenze in bianco e nero e sequenze a colori, è il riassunto del RossoNoemi tour sia di ciò che sono stati i concerti, che della preparazione del palco, delle prove, del dietro le quinte, del trucco e parrucco, degli incontri con i fan; insomma tutto ciò che ha caratterizzato il tour. Nel videoclip sono, dunque, presenti la sorella Arianna (con il cagnolino Tiberio), il padre Armando, Lele Fontana (il tastierista), Marcello Surace (il batterista), Gabriele Greco (il bassista), Giacomo Castellano e Bernardo Baglioni (i chitarristi), Mirko Tagliaferri e Claudia Biccari (collaboratori di Noemi), alcuni tecnici e i fan. Durante il video inoltre vengono mostrate anche alcune autostrade percorse per raggiungere le varie località che il tour ha toccato; il video musicale termina con la sala di un teatro illuminata dai soli display dei cellulari.

## Classifiche
| Radio Airplay Italia  | Posizione massima |
| --------------------- | ----------------- |
| Italia nazionale      | 15                |
| Italia internazionale | 48                |

## Incisioni e versioni
| Anno | Album/Raccolte/EP di provenienza | Durata       | Note          |
| ---- | -------------------------------- | ------------ | ------------- |
| 2012 | RossoNoemi - 2012 Edition        | 3 min : 45 s |               |
| 2012 | RossoLive                        | 4 min : 56 s | Versione live |
| 2012 | Radio Italia Hit Estate          | 3 min : 45 s |               |